# Munitionsdepot Ressaincourt
| Streckenlänge: | 3,5 km               |                             |                             |
| Spurweite: | 1435 mm (Normalspur) |                             |                             |
| |                      |                             |                             |
| \| \| \| von Château-Salins \| \| \| \| 29,50,0 \| Secourt-Solgne \| Secourt-Solgne \| \| \| 0,0 \| nach Metz \| nach Metz \| \| \| 3,3 \| Munitionsdepot Ressaincourt \| Munitionsdepot Ressaincourt \| \| \| 3,5 \| Streckenende \| Streckenende \| \| \| \| ohne Trasse \| \| \| \| ~ 822,1 \| Streckenende \| Streckenende \| \| \| \| Bahnstrecke Pompey–Nomeny \| nach Pompey \| |                      |                             |                             |
| Strecke (außer Betrieb) |                      | von Château-Salins          | von Château-Salins          |
| Bahnhof (Strecke außer Betrieb) | 29,50,0              | Secourt-Solgne              | Secourt-Solgne              |
| Abzweig geradeaus und nach rechts (Strecke außer Betrieb) | 0,0                  | nach Metz                   | nach Metz                   |
| Dienststation / Betriebs- oder Güterbahnhof (Strecke außer Betrieb) | 3,3                  | Munitionsdepot Ressaincourt | Munitionsdepot Ressaincourt |
| | 3,5                  | Streckenende                | Streckenende                |
| |                      | ohne Trasse                 |                             |
| | ~ 822,1              | Streckenende                | Streckenende                |
| Strecke (außer Betrieb) |                      | Bahnstrecke Pompey–Nomeny   | nach Pompey                 |

Das Munitionsdepot Ressaincourt (französisch Dépot de munitions de Ressaincourt) war eine militärische Einrichtung im französischen Département Moselle nahe der Grenze zum Département Meurthe-et-Moselle in der Gemeinde Saint-Jure. Das vollständig von Wald umgebene, 55 ha große Areal war mit einem dreieinhalb Kilometer langen Anschlussgleis mit der Bahnstrecke Metz–Château-Salins im Bahnhof von Secourt-Solgne verbunden. Ursprünglich war die Trasse für die Verbindung zur Bahnstrecke Pompey–Nomeny vorgesehen gewesen, da aber mit der Grenzverschiebung infolge des Deutsch-Französischen Kriegs dieser Streckenabschnitt keine Verbindung bekommen hatte, wurde er für den Gleisanschluss des Lagers umfunktioniert. Besitzer sind die Französischen Streitkräfte; es wird vom 9. Instandsetzungsregiment verwaltet.
Das Depot Ressaincourt wurde am 31. Juli 1993 geschlossen; über 8800 Quadratmeter Gebäudefläche standen damit leer. Das Gelände war zwar durch einen Zaun und Verbotsschilder gesichert, aber sehr schnell nach der Räumung konnte man Vandalismus an den vorderen Hütten am Eingang feststellen.
Im März 2002 wurde das Gelände wieder in seiner alten Funktion eröffnet, weil ganz in der Nähe fast 500 Munitionskörper mit Senfgas gefunden worden waren. Senfgas gilt als Massenvernichtungswaffe, die nach internationalen Übereinkommen über die Lagerung und Vernichtung von chemischen Waffen entsorgt werden muss. Die entschärften Waffen werden anschließend ins Lager Suippes (Marne) gebracht.
Traurige Bekanntheit erlangte der Ort durch einen Toten bei einer Raver-Party Mitte Juli 2001. Die Location galt in der Szene als perfekter Ort: Sie war riesig, inmitten des Waldes versteckt und hatte viele Hallen und andere ungenutzte Gebäude. Zwei weitere Todesfälle kamen im April 2007 hinzu, als Mitarbeiter des Minenräumdienstes beim Entschärfen einer Bombe ums Leben kamen. Noch immer lagern zahlreiche Minen, Munition und Waffen ringsum auf den ehemaligen Schlachtfeldern. In den Jahren 2004 bis 2007 wurden jährlich zwischen 11 und 15 Gefahrkörper entschärft. Das Gelände ist zum Teil stark kontaminiert, das Grundwasser teilweise mit Arsen belastet.